# Jonas Reingold
Jonas Reingold (Malmö, 22 aprile 1969) è un bassista svedese, noto per la sua militanza in band quali The Flower Kings, Opus Atlantica, nonché per essere stato fondatore di svariati supergruppi.

## Biografia
Impegnato a lavorare come turnista tra il 1994 e il 1996, ha finalmente pubblicato il suo album di debutto nel 1995, Sweden Bass Orchestra. È anche stato ospite in un album di Niels-Henning Ørsted Pedersen.
Reingold ha anche contribuito alla scrittura di canzoni per il gruppo metal svedese The Poodles.
Finora è stato accreditato per una canzone in ciascuno dei loro album (ad eccezione di Sweet Trade per il quale ha co-scritto tre tracce). Ha scritto insieme alla band: "Metal Will Stand Tall", "Streets of Fire", "Seven Seas", "Reach the Sky", "I Rule the Night" e "Father to a Son". La maggior parte dei suoi contributi sono diventati alcune delle canzoni più riconosciute dalla band.
Nel 1999 ha iniziato a lavorare con i The Flower Kings, sostituendo Michael Stolt che è passato ad altre cose, ed è ancora un membro permanente del gruppo. Ha fatto parte delle band Opus Atlantica, Kaipa e la band da lui fondata: Karmakanic. 
Reingold è stato anche un membro del gruppo rock progressivo The Tangent.

## Discografia

### Solista
- 1999 - Universe
- 2008 - An Endless Sporadic

### Con i The Flower Kings
- 2000 – Space Revolver
- 2001 – The Rainmaker
- 2002 – Unfold the Future
- 2004 – Adam & Eve
- 2006 – Paradox Hotel
- 2007 – The Sum of No Evil
- 2012 – Banks of Eden
- 2013 – Desolation Rose
- 2018 – Manifesto of an Alchemist

### Con i Karmakanic
- 2002 - Entering the Spectra
- 2004 - Wheel of Life
- 2008 - Who's the Boss in the Factory?
- 2011 - In A Perfect World
- 2015 - Dot

### Con i Kaipa
- 2002 - Notes From The Past
- 2003 - Keyholder
- 2005 - Mindrevolutions
- 2007 - Angling Feelings
- 2010 - In the Wake of Evolution
- 2012 - Vittjar
- 2014 - Sattyg

### Con i Sea Within
- 2018 - The Sea Within

### Con gli Opus Atlantica
- 2002 - Opus Atlantica